# برت جپسون
برت جپسون (انگلیسی: Bert Jepson; ۹ نوامبر ۱۹۰۲ – ۱۸ دسامبر ۱۹۸۱) بازیکن فوتبال اهل بریتانیا بود.
از باشگاه‌هایی که در آن بازی کرده‌است می‌توان به باشگاه فوتبال فولام، باشگاه فوتبال ساوت‌همپتون، باشگاه فوتبال سوانزی سیتی، باشگاه فوتبال هادرزفیلد تاون، باشگاه فوتبال برایتون اند هوو آلبیون، و باشگاه فوتبال پورت ویل اشاره کرد.